# Oton de la Roche
Oton (grčki Όθων) bio je grčki plemić iz Burgundije.
Bio je sin plemića Poncija iz Burgundije i njegove supruge Mathélie. U njegovo vrijeme su postojale dvije Burgundije, vojvodstvo i grofovija. Nije jasno iz koje je bio Oton, ali je moguće da je došao iz mjesta zvanog La Roche-sur-l'Ognon.
Oton je bio lord Atene i Tebe u Grčkoj, kao i lord Arga i Naupliona te Raya (Ray-sur-Saône). Imao je naslov Megaskyr (μεγασκύρ). Nije jasno kada je – ako uopće i jest – postao vojvoda Atene.
Atenska akropola je utvrđena za vrijeme Otona. On je pretvorio Partenon, hram božice Atene, u katoličku crkvu posvećenu Mariji, majci Isusa.
Oton se vratio u Burgundiju te je umro prije 1234.

## Djeca
Ime Otonove prve supruge nije nam poznato.
Njegova je druga supruga bila Elizabeta od Chappesa, znana i kao Izabela. Vjenčali su se 1208. godine.
Otonu je prva žena rodila Vilima, Guya I. i Bonne de la Roche. Guy je bio lord Atene.
Oton i Elizabeta bili su roditelji Otona II. od Raya, koji je oženio Margaretu od Tilchâtela, kćer Guya II. od Tilchâtela i njegove žene Guillemette Burbonske.